# Shane Coffey
Shane Coffey (* 7. April 1987 in Los Angeles) ist ein US-amerikanischer Schauspieler. Er wurde unter anderem durch seine Rolle als Holden Strauss in der Fernsehserie Pretty Little Liars bekannt.

## Leben
Shane Coffeys erste Schauspielerfahrung machte er 2004 in der Fernsehserie Summerland Beach. Dort spielte er in einer Episode Patrick, neben Jesse McCartney.
Von 2011 bis 2012 und 2017 trat er wiederkehrend als Holden Strauss in der Fernsehserie Pretty Little Liars auf. Dort spielt er einen alten Freund von Aria Montgomery. Er ist da um ihr dabei zu helfen heimlich ihren Freund Ezra Fitz zu treffen. Im selben Jahr spielte er bei The Secret Life of the American Teenager als Jimmy Nash mit. Außerdem spielte er neben Troian Bellisario die Hauptrolle des Romeo in dem Kurzfilmes Exiles, einer modernen Interpretation von Shakespeares Klassiker Romeo und Julia.

## Filmografie (Auswahl)

### Filme
- 2011: Houndz from Hell
- 2011: A Holiday Heist
- 2013: Exiles (Kurzfilm)
- 2014: Starry Eyes
- 2016: Sugar Mountain
- 2019: Robert the Bruce – König von Schottland (Robert the Bruce)
- 2021: The Last Thing Mary Saw

### Serien
- 2004: Summerland Beach (Summerland, Episode 1x10)
- 2010: The Secret Life of the American Teenager (4 Episoden)
- 2010: The Whole Truth (Episode 1x01)
- 2011–2012, 2017: Pretty Little Liars (9 Episoden)
- 2012: CSI: Vegas (CSI: Crime Scene Investigation, Episode 12x17)
- 2012: Last Man Standing (Episode 1x20)
- 2012–2013, 2015: Perception (5 Episoden)
- 2013–2014: The Originals (2 Episoden)
- 2013: Castle (Episode 5x23)
- 2013: Grimm (Episode 3x08)
- 2014: Navy CIS: L.A. (NCIS: Los Angeles, Episode 6x10)
- 2015: Major Crimes (Episode 4x08)
- 2017: Lethal Weapon (Episode 1x13)
- 2018: Criminal Minds (Episode 14x03)